# Samelandspartiet/Sámiid Riikkabellodat

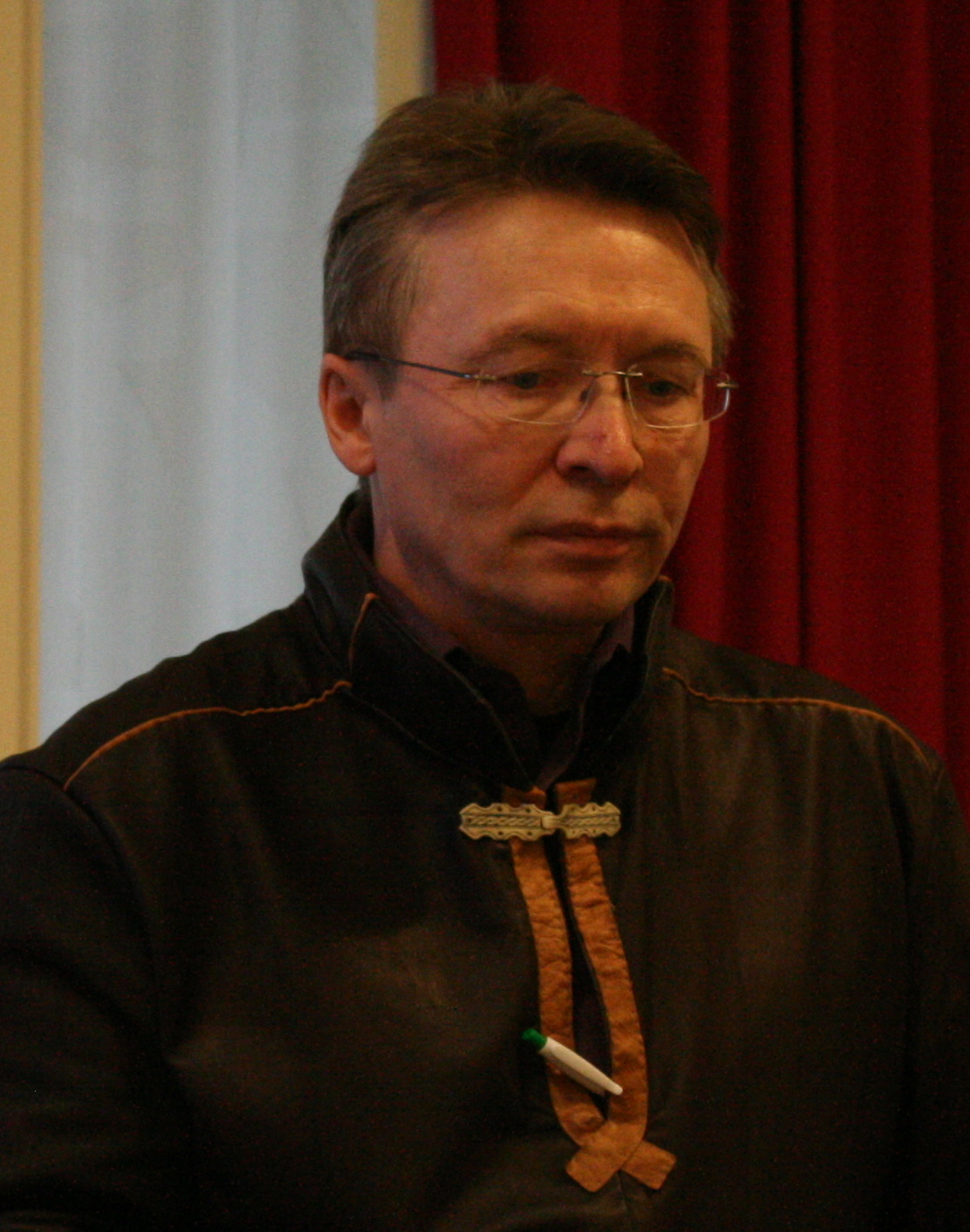
Lars Anders Baer, tidigare ordförande i Samelandspartiet

Samelandspartiet/Sámiid Riikabellodat är ett politiskt parti i Sametinget. Partiet bildades 1993 som Samelandspartiet, den politiska grenen av Svenska Samernas Riksförbund. Under sametingets första mandatperiod delades dock organisationen och den partipolitiska delen friställdes från riksförbundet. Partiet tog då namnet Sámiid Riikabellodat. Delningen var dock inte en splittring, utan en organisatorisk omstrukturering och partiet fortsätter att driva sin politik i enighet med riksförbundets uppfattningar. 

## Valresultat och regeringsperioder
År 1993 fick partiet 23,8 procent (sju mandat i Sametinget) av rösterna i sametingsvalet, och bildade regering med fyra andra partier. År 1997  förlorade partiet regeringsmakten, med bara 19,1 procent (sex mandat) av rösterna, men 2001 kunde det återigen bilda regering, denna gång tillsammans med Vuovdega (Skogssamerna), Min Geaidnu och Laahkoeh. I valet 2005 fick partiet åtta mandat och hamnade i opposition. I maj 2010 kom dock partiet att ånyo ingå i Sametingets majoritet.
Vid valet 2013 fick partiet oförändrat sex mandat och är det näst största partiet i Sametinget. Det representeras av följande personer:
- Ingrid Inga, Jokkmokk
- Paulus Kuoljok, Puoltikasvaara
- Britt Sparrok, Valsjöbyn
- Torkel Stinnerbom
- Matti Berg
- Per-Olof Nutti

Vid valet 2017 fick partiet sju mandat:
- Per-Olof Nutti
- Matti Berg
- Ingrid Inga
- Åsa Blind
- Britt Sparrok
- Jan Persson
- Paulus Kuoljok

## Valresultat
| År   | Röster | Procent | Mandat  |
| ---- | ------ | ------- | ------- |
| 1997 | [ 2 ]  | %       | 6 / 31  |
| 2001 | [ 2 ]  | %       | 10 / 31 |
| 2005 | 1165   | 25,84 % | 8 / 31  |
| 2009 | 908    | 19,67 % | 6 / 31  |
| 2013 | 904    | 20,00 % | 6 / 31  |
| 2017 | 1198   | 23,78 % | 7 / 31  |
| 2021 | 1161   | 19,44 % | 6 / 31  |

## Ordförande
- 1993–: Ingvar Åhrén[8]
- 2005–2008 Lars Anders Baer[9]
- 2008–2016: Ingrid Inga[10]
- 2016–2021: Per-Olof Nutti[11]
- 2022–: Marianne Gråik[12]